# La Saetta
La Saetta war eine US-amerikanische Automarke.

## Markengeschichte
Hersteller war das Unternehmen Testaguzza Bros. & Co. Inc. in Oxford in Michigan. Ebenso wird Testaguzza Brothers Body Co. genannt. Andere Quellen geben Testaguzza Body Co. in Ogden in Michigan an. Inhaber waren die Brüder Gino und Cesare Testaguzza. Sie begannen 1952 mit der Produktion von Automobilen und Kit Cars. Der Markenname lautete La Saetta. 1955 oder 1956 endete die Produktion. Insgesamt entstanden 15 Komplettfahrzeuge und mehrere Karosserien.
Einer der Käufer war Gene Casaroll von Dual Motors, der anschließend in Zusammenarbeit mit der Carrozzeria Ghia den Dual-Ghia herstellte.

## Fahrzeuge
Das einzige Serienmodell war ein zweisitziges Cabriolet. Die Basis bildete ein Fahrgestell von Chevrolet oder Ford, in einem Falle von Dodge. Die offene Karosserie bestand aus Fiberglas.
Ende 1955 entstand in Zusammenarbeit mit der Electronic Motor Car Corporation ein Prototyp des  Hybridelektrokraftfahrzeugs La Saetta Electronic. Das Dreirad sollte als Limousine, Kombi, Kastenwagen und Sportwagen in Serie gehen.